# Lyonia compta
Lyonia compta är en ljungväxtart som först beskrevs av William Wright Smith och Jeffrey, och fick sitt nu gällande namn av Hand.-mazz. Lyonia compta ingår i släktet Lyonia och familjen ljungväxter. Inga underarter finns listade i Catalogue of Life.